# Merlonghi
Merlonghi is een historisch motorfietsmerk.
Motocicli Merlonghi, Tolentino (1924-1927).
Klein Italiaans merk lichte motorfietsje met 98- tot 132 cc tweetaktmotoren produceerde.

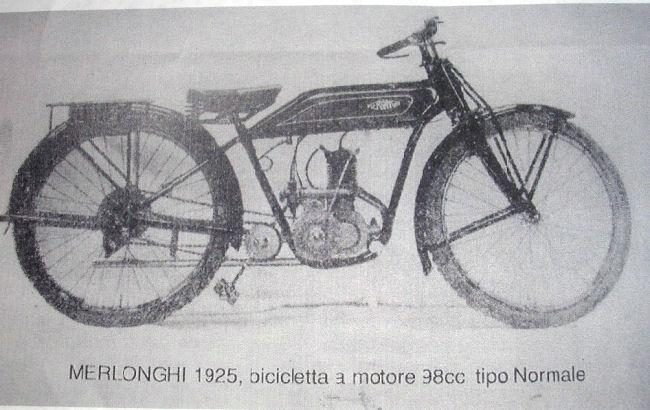
Merlonghi 98 cc uit 1925

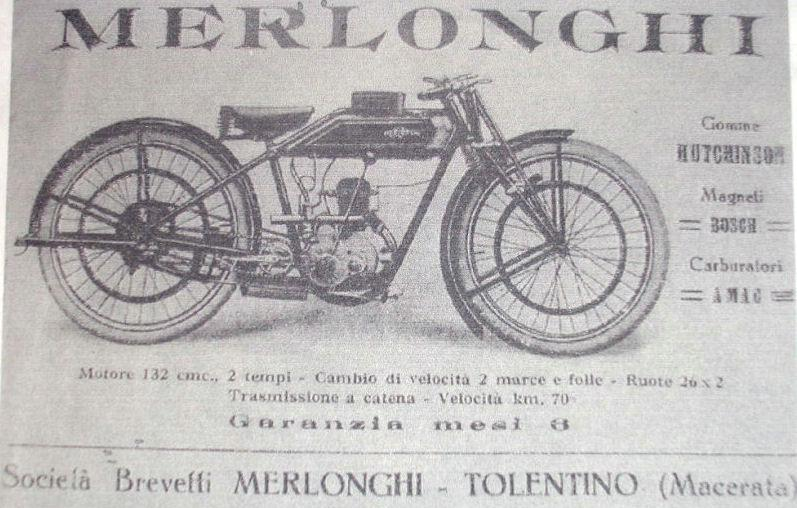
Merlonghi 132 cc uit 1926